# Liste de mines au Manitoba
Voici une liste de mines situées au Manitoba.

## Liste
| mine                 | produit         | coordonnées                  | ville         | propriétaire             | dates           | notes | références |
| mine Birchtree (en)  | Nickel          | 55° 42′ 06″ N, 97° 55′ 37″ O | Thompson      | Inco                     | 1965-1978 1989- |       |            |
| mine Bucko Lake (en) | Nickel          |                              | Wabowden (en) | mine Crowflightrals (en) | 2009-           |       |            |
| mine Tanco (en)      | Césium, tantale | 50° 25′ 48″ N, 95° 26′ 47″ O | Bernic Lake   | Cabot Corporation        | 1929-2002       |       |            |